# Федеральное агентство по энергетике
Федеральное агентство по энергетике России (Росэнерго) —
федеральный орган исполнительной власти, находившийся в ведении Министерства промышленности и энергетики. Осуществлял функции по оказанию государственных услуг, управлению государственным имуществом в сфере производства и использования топливно-энергетических ресурсов.

## Основные функции
- осуществление правоприменительных функций в области:
  - обеспечения деятельности подведомственных федеральных государственных унитарных предприятий и государственных учреждений;
  - обеспечения энергетической безопасности;
  - производства и использования топливно-энергетических ресурсов;
- координация деятельности организаций по разработке прогнозов развития электро- и теплоэнергетики (за исключением атомной энергетики), нефтедобывающей, нефтеперерабатывающей, газовой, угольной, сланцевой и торфяной промышленности, газоснабжения и газового хозяйства, нефтепродуктообеспечения, магистральных трубопроводов нефти, газа и продуктов их переработки, нетрадиционной энергетики;
- подготовка предложений по разработке инвестиционных проектов в области топливно-энергетического комплекса, программ освоения и использования углеводородных и других топливно-энергетических ресурсов, балансов топливно-энергетических ресурсов, текущих и перспективных балансов по отдельным видам энергоресурсов и принятие мер по их реализации;
- разработка предложений по использованию систем магистральных нефтегазопроводов, нефтепродуктопроводов и энергетических систем и принятие мер по их реализации в установленном порядке;
- разработка предложений в области энергосбережения и обеспечения безопасности при функционировании и развитии топливно-энергетического комплекса;
- осуществление государственной политики по вопросам разработки и реализации соглашений о разделе продукции;
- реализация мероприятий по предупреждению и ликвидации чрезвычайных ситуаций на объектах топливно-энергетического комплекса.

## Руководитель агентства
Аханов Дмитрий Сергеевич (ушёл в отставку 15 августа 2008).

## Упразднение агентства
Агентство упразднено Указом Президента РФ от 12.05.2008 N 724, после чего правопреемником агентства стало Министерство промышленности и энергетики. На начало 2012 года функции, подобные функциям Федерального агентства по энергетике, осуществляет Российское энергетическое агентство, расположенное в тех же помещениях и эксплуатирующее сайт в сети Интернет, находящийся по тому же адресу, подчиненное Министерству энергетики Российской Федерации.